# محمدآباد، خور و بیابانک
محمدآباد، خور و بیابانک روستایی در دهستان بیابانک، بخش مرکزی شهرستان خور و بیابانک در استان اصفهان است.